# Райчо Христов
Райчо Христов (4 октомври 1945 година в Хасково) е бивш български гимнастик и заслужил майстор на спорта. Състезава се на Летните олимпийски игри от 1968 година във всички гимнастически дисциплини, завършвайки на единадесето място с българския отбор. Неговото най-добро индивидуално постижение на тези игри е девето място на земя.
През 1966 година е повикан в националния отбор, заедно с Гено Радев, Иван Кондев, Стефан Зоев и редица други. През 1969 година завоюва златен медал на земя на европейското първенство във Варшава.
На световното първенство в Любляна през 1970 година заема четвърто място на земна гимнастика. Във времето, когато треньор на българския гимнастически отбор е Славчо Събев, Райчо става европейски шампион на земна гимнастика на европейското първенство през 1971 година в Мадрид.
По-късно подготвя млади гимнастици в гимнастическата школа в Рино, Съединените щати.